# Křemín
Křemín (německy Krschemin) je 244 m n. m. vysoký vrch v okrese Litoměřice Ústeckého kraje. Leží asi 0,5 km vsv. od vsi Třeboutice, na katastrálním území obce Křešice.

## Popis
Je to výrazný svědecký vrch v soutokovém úhlu mezi Labem a Lučním potokem, budovaný ve vrcholové plošině (ukloněné k severovýchodu) svrchnoturonskými až coniackými jílovitými vápenci s vložkami slínovců, ve středních částech svahů svrchnoturonskými slínitými sedimenty a v dolních částech středoturonskými jílovito-prachovitými pískovci. Vrch spadá příkrými svahy (25–40°) s opukovými destičkami k jihu, západu a východu, na SV klesá mírnějším stupňovitým svahem. Vrchol a severní svahy jsou zčásti zalesněny borovicí a dubem. Místy jsou křovinnotravinné formace s trnkou, šípkem, hlohem. Na jižních a západních svazích jsou zbytky ovocných sadů a chatová zástavba.
Křemín je součástí pásu vrchů ve směru VSV–ZJZ, který se táhne od vrchu Hořidla (372 m), přes Skalky (338 m), Holý vrch (302 m) až po Křemín ke břehu Labe.
V roce 1866 byl vrchol v rámci přípravy na pruskorakouskou válku zapojen do pevnostního pásma vybudovaného okolo pevnostního města Terezína. Z té doby jsou na jeho vrcholu zřetelné okopy pro děla. Z vrcholu je výhled do údolí Labe. Podél jižního úbočí vrchu prochází železniční trať Lysá nad Labem – Ústí nad Labem.

## Geomorfologické zařazení
Geomorfologicky vrch náleží do celku Ralská pahorkatina, podcelku Dokeská pahorkatina, okrsku Úštěcká pahorkatina, podokrsku Liběšická pahorkatina a Třeboutičské části.